# Number Four
Number Four, ook bekend als Simon O'Neill zijn een reeks fictieve personages uit de herwerkte televisieserie Battlestar Galactica. Number Four is een van de twaalf humanoïde cylons en een van de zeven cylons die verantwoordelijk zijn voor de aanval op, en destructie van de twaalf kolonies van Kobol. De rollen werden gespeeld door acteur Rick Worthy.

## Biografie
Simon is een personage dat minder in beeld komt in de serie in vergelijking met de andere Cylon-personages, met uitzondering van de aflevering The Farm en hij is meer prominent aanwezig in de film Battlestar Galactica: The Plan.

#### The Farm
In aflevering The Farm speelde het personage een hoofdrol. Nadat Kara Thrace terugkeerde op Caprica voegde zij zich met Karl Agathon bij de verzetsgroep van Samuel Anders. Hun groep werd in een hinderlaag gelokt en Kara Thrace bleef zwaargewond achter. Ze werd wakker in een ziekenhuis en werd er behandeld door een dokter die zichzelf Simon noemde. Simon wilde alles weten over Kara's voortplantingsorganen en al snel krijgt Kara argwaan. Wanneer ze hem afluisterde kwam ze te weten dat Simon haar voortplantingsorganen wilde verwijderen om ze verder te onderzoeken. Wanneer hij haar de volgende keer opzocht in haar kamer, vermoordde ze hem. Daarna liep ze uit het ziekenhuis en haar vermoeden werd bevestigd dat Simon een Cylon is toen ze een tweede kopij tegen het lijf liep. Voor deze iets kon doen werd hij neergeschoten door het verzet, die aangekomen waren om Kara te redden.

#### The Plan
In de film Battlestar Galactica: The Plan is het personage te zien in twee vooraanstaande rollen. Een van de Simon-kopieën zit samen met een Number One undercover in het verzet op Caprica. Een andere kopij is getrouwd met een kolonist en heeft een stiefdochter op een van de schepen van de vloot. Toen Cavil vroeg om het schip te saboteren zodat het vernietigd zou worden, koos hij er voor om dat niet te doen en zelfmoord te plegen.